# Coelops
Coelops (Blyth, 1848) è un genere di pipistrelli della famiglia degli Ipposideridi.

## Descrizione

### Dimensioni
Al genere Coelops appartengono pipistrelli di piccole dimensioni, con lunghezza della testa e del corpo tra 28 e 50 mm, la lunghezza dell'avambraccio tra 33 e 47 mm e un peso fino a 9 g.

### Caratteristiche craniche e dentarie
Il cranio presenta un rostro corto e basso, mentre la scatola cranica è poco elevata. Gli incisivi superiori sono bicuspidati. Il primo premolare superiore è piccolo e disposto internamente alla linea alveolare.
Sono caratterizzati dalla seguente formula dentaria:

### Aspetto
La pelliccia è lunga e soffice. Le parti dorsali variano dal marrone al nerastro, mentre le parti inferiori sono brunastre o grigiastre. Le orecchie sono corte, rotonde e ricoperte di peli. La foglia nasale consiste di tre parti. La porzione anteriore è formata da due linguette distinte su ogni lato da ognuna delle quali si estende in avanti una protuberanza. La porzione centrale o sella è simile a quella del genere Hipposideros. La porzione posteriore è semicircolare, con il margine posteriore piegato in avanti e fornito di una proiezione a forma di cuore nella parte centrale. Il secondo dito della mano si estende oltre la fine della prima falange del terzo dito. È privo di coda, mentre l'uropatagio è ridotto ad una sottile membrana lungo la parte interna degli arti inferiori. Il calcar è corto e delicato.

## Distribuzione
Il genere è diffuso nel Subcontinente indiano, Cina, Indocina, Indonesia e Filippine.

## Tassonomia
Il genere comprende 2 specie.
- Coelops frithii
- Coelops robinsoni